# Hypocharmosyna
Hypocharmosyna – rodzaj ptaków z podrodziny dam (Loriinae) w rodzinie papug wschodnich (Psittaculidae).

## Zasięg występowania
Rodzaj obejmuje gatunki występujące na Nowej Gwinei i okolicznych wyspach.

## Morfologia
Długość ciała 15–17 cm; masa ciała 25–48 g.

## Systematyka

### Etymologia
Hypocharmosyna: gr. ὑπο hupo trochę, w kierunku; rodzaj Charmosyna Wagler, 1832 (lorika).

### Podział systematyczny
Do rodzaju należą następujące gatunki:
- Hypocharmosyna rubronotata (Wallace, 1862) – lorika czerwonoczelna
- Hypocharmosyna placentis (Temminck, 1835) – lorika krasnolica